# Pirosállú pálmalóri
A pirosállú pálmalóri (Vini rubrigularis), korábban vörösállú lóri, a madarak osztályába a papagájalakúak (Psittaciformes) rendjébe és a szakállaspapagáj-félék (Psittaculidae) családjába, azon belül a lóriformák (Loriinae) alcsaládjába tartozó faj.

## Rendszerezése
A fajt Philip Lutley Sclater angol ügyvéd és zoológus írta le 1881-ben, a Trichoglossus nembe Trichoglossus rubrigularis néven. Egyes szervezetek a Charmosyna nembe sorolják Charmosyna rubrigularis néven. A 2020-ban lezajlott filogenetikai vizsgálatok eredményeképp sorolták át a Vini nembe.

## Előfordulása
Pápua Új-Guineához tartozó, Bismarck-szigetek területén honos. Természetes élőhelyei a szubtrópusi és trópusi síkvidéki és hegyi esőerdők. Állandó, nem vonuló faj.

## Megjelenése
Testhossza 17 centiméter, testtömege 31-40 gramm.

## Természetvédelmi helyzete
Az elterjedési területe elég nagy, egyedszáma pedig stabil. A Természetvédelmi Világszövetség Vörös listáján nem fenyegetett fajként szerepel.